# Деликт
Деликтът (на латински: delictum „простъпка, правонарушение“) е правен институт на/от римското право. На български се превежда като непозволено увреждане. Влече след себе си за онзи, който го е извършил, задължението да обезщети имуществено пострадалия за щетите, които е претърпял, независимо от наказателната или административнонаказателната юридическа отговорност по казуса. Лицето, отговорно за деликта, се нарича делинквент, а лицето, претърпяло вредите – пострадал. Ако няколко лица са причинили вредите, те отговарят солидарно. Делинквент може да бъде само вменяемо деликтоспособно физическо лице, тоест лице, което разбира свойството и значението на постъпките си и може да ги ръководи. Пострадалият може да търси обезщетение както за имуществени, така и за неимуществени вреди. Деликтната отговорност се погасява с петгодишна давност.